# Мавзол
Мавзол (на гръцки: Μαύσωλος или Μαύσσωλλος) е сатрап на Персийската империя и владетел на Кария (377 г. пр.н.е. – 353/352 г. пр.н.е.)
Взема участие в бунта срещу Артаксеркс Мнемон (362 г.), заграбва голяма част от Ликия, Йония и няколко от гръцките острови. Мавзол премества столицата от Миласа, древното седалище на карийските царе, в Халикарнас.
Мавзол е най-възрастният син на Хекатомн от Миласа – кариец по рождение, който става сатрап на Кария, когато Тисаферн умира около 395 пр.н.е. Тези карийски владетели са запленени от гръцката култура.
Мавзол е известен преди всичко с гробницата, издигната за него от сестра му и същевременно негова вдовица Артемизия. Архитектите Сатирос и Питеос и скулпторите Скопас, Леохар, Бриаксис и Тимотей, приключват работа след неговата смърт. Нейното място, както и малкото останки, могат да бъдат видени в днешния турския град Бодрум.
Думата мавзолей, произлязла от името на Мавзол, се използва за всяка голяма гробница.